# Teres I
Teres I (em grego clássico: Τήρης; romaniz.: Téres) foi um trácio do século V a.C. que, segundo fontes clássicas como Heródoto e Xenofonte, teria unido as tribos dos odrísios e formado sua monarquia. Foi pai de seu sucessor, Sitalces.